# Franz Schöbel
Franz Schöbel (* 6. April 1956 in Weilheim in Oberbayern) ist ein ehemaliger deutscher Skilangläufer.

## Werdegang
Schöbel, der für den ASV Sindelsdorf startete, trat international erstmals bei den Junioren-Skieuropameisterschaften 1976 in Liberec in Erscheinung. Dort belegte er den 27. Platz über 15 km und den 12. Rang mit der Staffel. Bei seiner ersten Teilnahme bei Olympischen Winterspielen im Februar 1980 in Lake Placid errang er den 28. Platz über 50 km. In der Saison 1981/82 holte er in Le Brassus mit dem 16. Platz über 15 km seine einzigen Weltcuppunkte und lief bei den Nordischen Skiweltmeisterschaften 1982 in Oslo auf den 42. Platz über 15 km und zusammen mit Jochen Behle, Stefan Dotzler und Josef Schneider auf den sechsten Rang in der Staffel. Zwei Jahre später kam er bei den Olympischen Winterspielen in Sarajevo auf den 37. Platz über 50 km, auf den 33. Rang über 15 km und zusammen mit Jochen Behle, Stefan Dotzler und Peter Zipfel auf den sechsten Platz in der Staffel. Seine letzten Rennen bei Weltmeisterschaften absolvierte er bei den Nordischen Skiweltmeisterschaften 1985 in Seefeld in Tirol. Dort errang er den 48. Platz über 15 km. In den Jahren 1988 und 1990 gewann er den Pustertaler Ski-Marathon.
Bei deutschen Meisterschaften siegte Schöbel im Jahr 1979 über 30 km und im Jahr 1980 mit der Staffel des Bayerischen Skiverbandes.

## Teilnahmen an Weltmeisterschaften und Olympischen Spielen

### Olympische Spiele
- 1980 Lake Placid: 28. Platz 50 km
- 1984 Sarajevo: 6. Platz Staffel, 33. Platz 15 km, 37. Platz 50 km

### Nordische Skiweltmeisterschaften
- 1982 Oslo: 6. Platz Staffel, 42. Platz 15 km
- 1985 Seefeld in Tirol: 48. Platz 15 km